# 神谷修平
神谷 修平（かみや しゅうへい、1982年 - ）は、日本の建築家、デザイナー、クリエイティブ・ディレクター。株式会社カミヤアーキテクツ代表。

## 来歴
1982年 愛知県豊橋市の老舗呉服店の長男として生まれる。
2001年 愛知県立時習館高等学校卒業。

2005年 早稲田大学理工学部建築学科卒業。

2007年 早稲田大学大学院理工学研究科博士前期課程修了。
2007-2016年 株式会社隈研吾建築都市設計事務所にて隈研吾に師事。
2016-2017年 文化庁新進芸術家海外研修制度研修員としてコペンハーゲンに滞在し北欧デザイン・文化を研究。同時にBjarke Ingels Group（BIG）にてデンマーク人建築家ビャルケ・インゲルスに師事。
2017年 東京都港区に株式会社カミヤアーキテクツ設立。一級建築士

## 主な受賞歴
- iF DESIGN AWARD[1]
- 日本建築学会作品選集 新人賞[2]
- JIA日本建築家協会優秀建築選[3]
- 日本建築学会作品選集[4]
- 日本空間デザイン賞 金賞[5]
- JCD デザインアワード[6]
- グッドデザイン賞[7]
- SDレビュー SD賞[8]
- 早稲田大学 小野梓記念賞[9]

## 主な作品
- 登録有形文化財・旧山口萬吉邸（通称KUDAN HOUSE）の保存再生におけるコンセプトデザイン（東京都、2018年）（元設計：内藤多仲、今井兼次、木子七郎、1927年）
- HARIO Satellitesのデザイン・ブランディング（東京都、2020年）
- ARISE analytics 本社（渋谷ヒカリエ）のデザイン・ブランディング（東京都、2020年）
- LINK FURNITURE SERIES　家具のデザイン（2020年）[10]
- DESIGNART TOKYO2021 パビリオンのデザイン（東京都、2020年）[11]
- 登録有形文化財・葉山加地邸の保存再生・ブランディング（神奈川県、2020年）（元設計：遠藤新、1928年）

## 出演
- 『風景の足跡』（2021年4月2日）（テレビ東京）